# 44. ceremonia wręczenia nagród David di Donatello
44. ceremonia wręczenia włoskich nagród filmowych David di Donatello odbyła się 16 czerwca 1999 roku w Cinecittà w Rzymie.

## Laureaci i nominowani
Laureaci nagród wyróżnieni są wytłuszczeniem.

### Najlepszy film
- Nie z tego świata, reż. Giuseppe Piccioni
- 1900: Człowiek legenda, reż. Giuseppe Tornatore
- Rzymska opowieść, reż. Bernardo Bertolucci

### Najlepszy debiutujący reżyser
- Luciano Ligabue - Radiofreccia
- Giuseppe M. Gaudino - Wokół księżyców między ziemią a morzem
- Gabriele Muccino - Ecco fatto

### Najlepszy reżyser
- Giuseppe Tornatore - 1900: Człowiek legenda
- Bernardo Bertolucci - Rzymska opowieść
- Giuseppe Piccioni - Nie z tego świata

### Najlepszy scenariusz
- Giuseppe Piccioni, Guartiero Rosella i Lucia Zei - Nie z tego świata
- Cristina Comencini - Małżeństwa
- Giuseppe Tornatore - 1900: Człowiek legenda

### Najlepszy producent
- Lionello Cerri - Nie z tego świata
- Franco Committeri - Kolacja
- Domenico Procacci - Radiofreccia

### Najlepsza aktorka
- Margherita Buy - Nie z tego świata
- Francesca Neri - Małżeństwa
- Giovanna Mezzogiorno - Stracona miłość

### Najlepszy aktor
- Stefano Accorsi - Radiofreccia
- Silvio Orlando - Nie z tego świata
- Antonio Albanese - La fame e la sete

### Najlepsza aktorka drugoplanowa
- Cecilia Dazzi - Małżeństwa
- Paola Tiziana Cruciani - Baci e abbracci
- Lunetta Savino - Małżeństwa

### Najlepszy aktor drugoplanowy
- Fabrizio Bentivoglio - Stracona miłość
- Mario Scaccia - Ferdynand i Karolina
- Emilio Solfrizzi - Małżeństwa

### Najlepsze zdjęcia
- Lajos Koltai - 1900: Człowiek legenda
- Luca Bigazzi - Echa dzieciństwa
- Fabio Cianchetti - Rzymska opowieść

### Najlepsza muzyka
- Ennio Morricone - 1900: Człowiek legenda
- Ludovico Einaudi - Nie z tego świata
- Luciano Ligabue - Radiofreccia

### Najlepsza scenografia
- Francesco Frigeri - 1900: Człowiek legenda
- Giancarlo Basili - Echa dzieciństwa
- Enrico Job - Ferdynand i Karolina

### Najlepsze kostiumy
- Maurizio Millenotti - 1900: Człowiek legenda
- Gianna Gissi - Echa dzieciństwa
- Gino Persico - Ferdynand i Karolina

### Najlepszy montaż
- Esmeralda Calabria - Nie z tego świata
- Massimo Paglia - 1900: Człowiek legenda
- Cecilia Zanuso - Małżeństwa

### Najlepszy dźwięk
- Gaetano Carito - Radiofreccia
- Amedeo Casati - Nie z tego świata
- Bruno Pupparo - Małżeństwa

### Najlepszy film krótkometrażowy
- Quasi fratelli, reż. Francesco Falaschi
- Fuochino, reż. Carlotta Cerquetti
- Incantesimo napoletano, reż. Paolo Genovese i Luca Miniero
- Tanti auguri, reż. Giulio Manfredonia

### Najlepszy film zagraniczny
- Pociąg życia, reż. Radu Mihăileanu
- Zakochany Szekspir, reż. John Madden
- Dworzec nadziei, reż. Walter Salles

### David Jury Akademickiego
- 1900: Człowiek legenda, reż. Giuseppe Tornatore
- Mali nauczyciele, reż. Daniele Luchetti
- Stracona miłość, reż. Michele Placido

### Honorowy David za całokształt twórczości
- Mauro Bolognini
- Sophia Loren
- Alberto Sordi

### Nagroda Cinecittà
- Dante Ferretti